# あさひ瑞穂
あさひ 瑞穂（あさひ みずほ、1982年5月20日 - ）は、日本のAV女優。

## 略歴
神奈川県出身。2003年、『GOLD』でAVデビュー。その後引退した。

## 作品

### アダルトビデオ
- NEW FACE GOLD（2003年3月31日、KUKI / TANK）
- 教えてあげる（2003年4月30日、KUKI / TANK）
- ノーカット!! あさひ瑞穂（2003年5月23日、KUKI / TANK）NEW FACE GOLD、教えてあげる、DVDオリジナルムービー
- セレブ（2003年5月31日、KUKI / TANK）
- ズブ濡れ人生激情（2003年6月21日、KUKI / TANK）
- ノーカット!! あさひ瑞穂 2nd（2003年7月18日、KUKI / TANK）セレブ、ズブ濡れ人生激情、DVDオリジナルムービー
- AV女優輪姦!あさひ瑞穂（2003年11月20日、トランスコーポレーション）
- VIP あさひ瑞穂（2003年11月21日、VIP）
- 痴女伝説（2003年12月17日、VIP）
- 看護の華（2004年1月20日、トランスコーポレーション）
- 乳TANKの天使たち 13（2004年1月25日、KUKI）総集編 他出演:宮沢夕子、月野はるか、今宿まこと、長谷川いずみ、白石ひより、真崎あむ、早川桃華、水来亜矢
- 好きですランジェリー RIBON4時間BEST（2005年10月21日、メディアバンク）他出演:早川桃華、秋吉志帆、今宿まこと、薫桜子、篠原まこと、星川ヒカル